# Николаевка (Новгород-Северский район)
Никола́евка (укр. Миколаївка) — село в Новгород-Северском районе Черниговской области Украины. До 19 июля 2020 года входило в состав Семёновского района.
Население 319 человек. Занимает площадь 1,37 км².
Код КОАТУУ: 7424784001. Почтовый индекс: 15430. Телефонный код: +380 4659.